# Janine Sandell
Janine Sandell (ur. 7 grudnia 1985 w Wielkiej Brytanii) – brytyjska siatkarka grająca jako przyjmująca. Obecnie występuje w drużynie Valeriano Alles Menorca.